# Линдси, Джордж

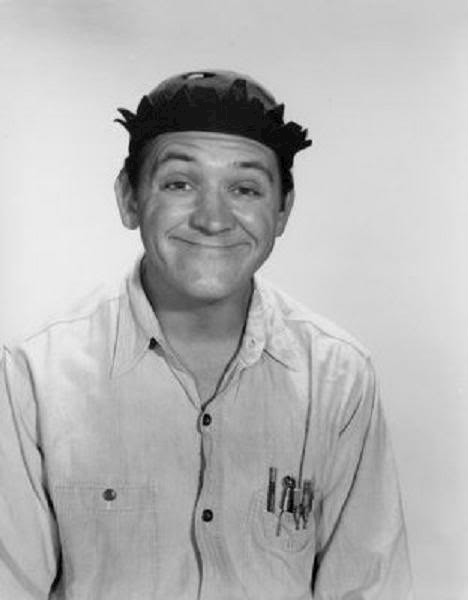
Фото 1965 года

Джордж Ли́ндси (англ. George Lindsey; 17 декабря 1928, Фэрфилд, Алабама — 6 мая 2012[…], Нашвилл) — американский актёр телевидения, менее известен как актёр кинематографа и озвучивания. Наибольшую известность получил исполнением роли Губера Пайла, главного героя сериалов «Шоу Энди Гриффита», «Мэйберри», англ. Hee Haw и нескольких других связанных фильмов и сериалов.

## Биография
Джордж Смит Линдси родился 17 декабря 1928 года в городке Фэрфилд (штат Алабама), а вырос в городке Джаспер того же штата. Отец — Джордж Росс Линдси, мать — Элис Смит. В 1946 году окончил старшую школу «Уокер» и поступил в военную школу «Кемпер» в городке Бунвилл (штат Миссури), а затем в государственный колледж Флоренса (ныне — Университет Северной Алабамы), который окончил в 1952 году со степенью бакалавр наук (позднее университет присвоил Линдси степень Honoris causa за вклад в развитие вуза). После этого Линдси поступил на службу в ВВС, служил в Пуэрто-Рико на авиабазе Рамей в течение трёх лет. После увольнения из армии Линдси учился в старшей школе «Хазел-Грин», а в 1956 году был принят в Американское театральное крыло и в течение двух лет работал комиком в ночных клубах и кофейнях. После этого Линдси сыграл в двух бродвейских постановках, «Замечательный городок» и «Все американцы», и в 1962 году переехал в Лос-Анджелес.
Впервые на телеэкране Линдси появился в 1960 году, сыграв небольшую роль-камео самозванца в телеигре «Поведать правду», с 1963 года он начал регулярно появляться на телеэкранах в сериалах, в 1964 году состоялся его дебют на широком экране — фильм «Лейтенант Пулвер», в 1970-х годах Линдси также несколько раз попробовал себя как актёр озвучивания.
В 1995 году увидела свет автобиография актёра, озаглавленная «Губер в скорлупе».
Джордж Линдси скончался 6 мая 2012 года в Нашвилле (штат Теннесси). Похоронен на кладбище «Дубовый холм» в Джаспере.

### Личная жизнь
Джордж Линдси был женат на девушке по имени Джойанн Герберт с 1955 по 1991 год, но брак окончился разводом. От этого брака остались двое детей: дочь Камден Джо Линдси Гарднер и сын Джордж-младший, на момент смерти у актёра также имелось двое внуков.

## Память и признание
- В 1995 году одно из шоссе городка Джаспер было названо в честь актёра.
- С 1998 года в Университете Северной Алабамы каждую весну проводится кинофестиваль имени Джорджа Линдси[7].

## Избранная фильмография

### Телевидение
- 1963 — Стрелок[англ.] / The Rifleman — «Голубь» (в 1 эпизоде)
- 1963 — Семья Маккой[англ.] / The Real McCoys — монах Сэндс (в 1 эпизоде)
- 1963—1967, 1972 — Дымок из ствола / Gunsmoke — разные роли (в 6 эпизодах)
- 1964 — Удивительный мир цвета Уолта Диснея[англ.] / Walt Disney’s Wonderful World of Color — Херми Чэдрон (в 2 эпизодах)
- 1964 — Сумеречная зона / The Twilight Zone — помощник шерифа Пирс (в 1 эпизоде)
- 1964 — Дни в Долине Смерти / Death Valley Days — Шэнсси (в 1 эпизоде)
- 1964 — Даниэль Бун[англ.] / Daniel Boone — Уиджен (в 1 эпизоде)
- 1964 — Час Альфреда Хичкока[англ.] / The Alfred Hitchcock Hour — разные роли (в 3 эпизодах)
- 1964 — Шоу Джея Бишопа[англ.] / The Joey Bishop Show — Гарри (в 1 эпизоде)
- 1964 — Путешествие на дно моря / Voyage to the Bottom of the Sea — Коллинс (в 1 эпизоде)
- 1964—1968 — Шоу Энди Гриффита / The Andy Griffith Show — Губер Пайл[англ.] (в 86 эпизодах)
- 1965, 1968 — Гомер Куча, морпех[англ.] / Gomer Pyle, U.S.M.C. — Губер Пайл (в 2 эпизодах)
- 1968—1971 — Мэйберри[англ.] / Mayberry R.F.D. — Губер Пайл (в 58 эпизодах)
- 1970—1973 — Любовь по-американски[англ.] / Love, American Style — разные роли (в 4 эпизодах)
- 1971—1974, 1977—1978, 1983—1986, 1989—1992 — англ. Hee Haw — Губер / камео (в 82 эпизодах)
- 1973 — Баначек[англ.] / Banacek — лейтенант Брэдшоу (в 1 эпизоде)
- 1978 — МЭШ / M*A*S*H — капитан Рой Дюпри (в 1 эпизоде)
- 1982 — Калифорнийский дорожный патруль / CHiPs — Уэйн Като (в 1 эпизоде)
- 1982 — Герби, фольксваген-жук[англ.] / Herbie, the Love Bug — Уолли (в 1 эпизоде)
- 1986 — Возвращение в Мэйберри[англ.] / Return to Mayberry — Губер Пайл

### Широкий экран
Кроме озвучивания
- 1964 — Лейтенант Пулвер[англ.] / Ensign Pulver — Линдстром
- 1972 — Снежок-Экспресс[англ.] / Snowball Express — Дабл Л. Дингмен
- 1973 — Чарли и ангел[англ.] / Charley and the Angel — Пит
- 1976 — Сокровище Матекумбе / Treasure of Matecumbe — шериф
- 1981 — Возьми эту работу и засунь её подальше[англ.] / Take This Job and Shove It — мужчина на АЗС
- 1984 — Гонки «Пушечное ядро» 2 / Cannonball Run II — дядюшка Кэл

### Озвучивание мультфильмов
- 1970 — Коты Аристократы / The Aristocats — бассет-хаунд Лафайетт
- 1973 — Робин Гуд / Robin Hood — стервятник Триггер
- 1977 — Спасатели / The Rescuers — Кролик